# Maria d'Arneiro
Maria Clotilde Gigli (Mondovì, 8 d'octubre de 1871 - Loano, 13 d'agost de 1959), més coneguda com a Maria d'Arneiro, fou una soprano italiana.
Josè Augusto D'Arneiro, un noble portuguès, va ser el seu mestre i pare adoptiu. El 1891 va debutar a Lisboa, al Teatre San Carlos, interpretant el paper de Marguerite a Faust. Va actuar en diverses ocasions al Gran Teatre del Liceu de Barcelona. El seu cos descansa al cementiri vell de San Remo.